# Calum Gourlay

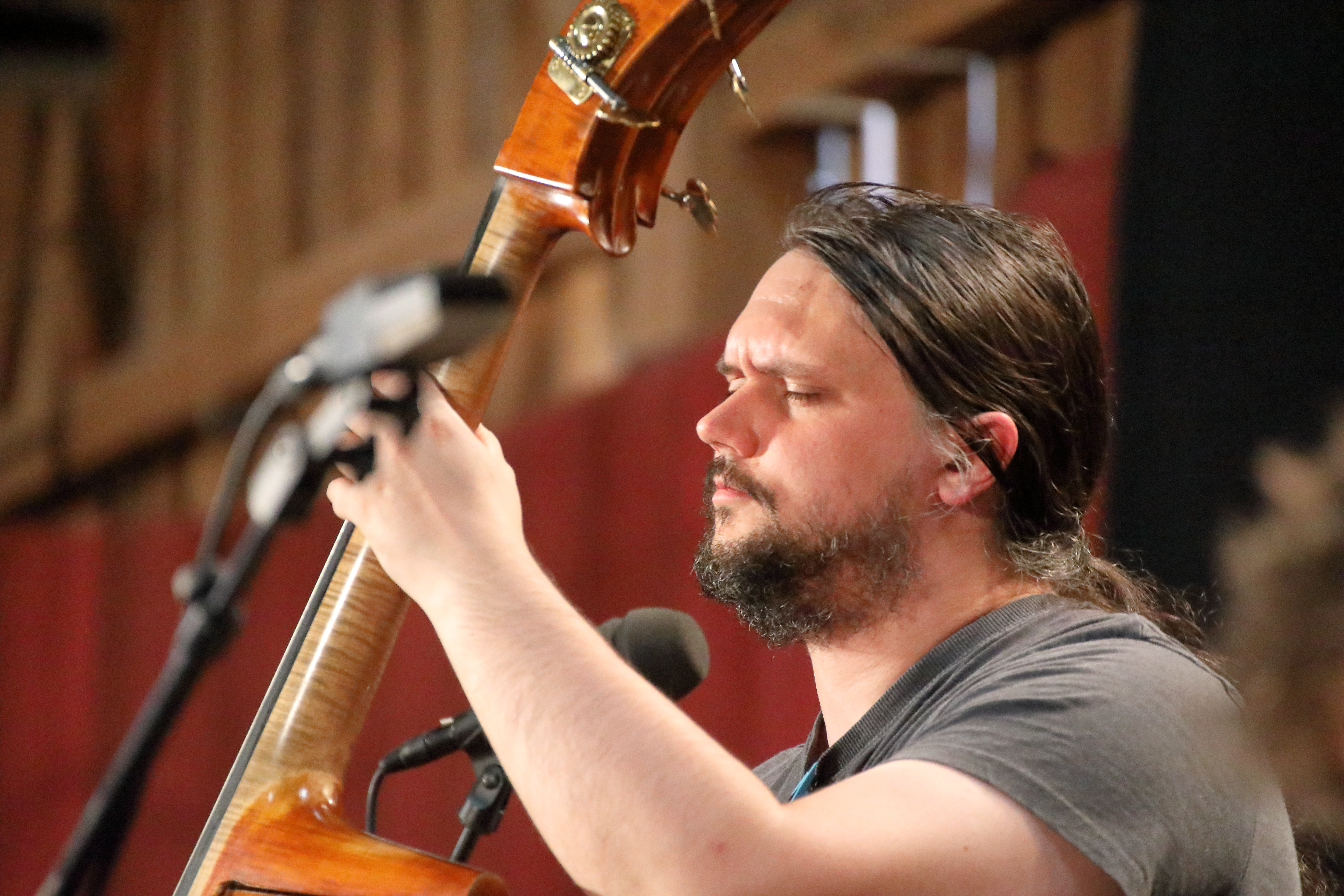
Calum Gourlay auf dem INNtöne Jazzfestival 2019

Calum Gourlay (* 1986 in Glasgow) ist ein schottischer Jazz-Bassist.

## Leben und Wirken
Gourlay wuchs in Glasgow und Fife auf; er lernte als Kind zunächst Cello, bevor er mit 14 Jahren zum Kontrabass wechselte. Er war Mitglied des Scottish National Jazz Orchestra unter Leitung von Tommy Smith. 2006 hielt er sich in New York auf, wo er mit John Escreet und Seamus Blake aufnahm (Rooftop Adventures). Danach studierte er in London an der Royal Academy of Music Jazz (Abschluss 2008) und arbeitete daneben als freischaffender Musiker und Musikpädagoge. Mit seinem Abschluss wurde er mit dem Benjamin Dollinger Prize und einem Stipendium (Yamaha/Classic FM Jazz Scholarship) ausgezeichnet. 2009 war er Mitglied des Trios von Kit Downes, dessen Album Golden für den Mercury Prize nominiert wurde. Außerdem spielte er in der Formation Aquarium, im George Crowley Quartet, Dave Hamblett, Martin Speake, Stan Sulzmann und mit einem eigenen Quintett, dem Freddie Gavita (Trompete), George Crowley (Tenorsaxophon), James Maddren (Schlagzeug) und Gareth Lockrane (Flöten) angehören. Im Bereich des Jazz war er zwischen 2006 und 2013 an zwölf Aufnahmesessions beteiligt. Gegenwärtig (2019) spielt er im Trio von Brad Shepik.

## Diskographische Hinweise
- Kit Downes: Quiet Tiger (Basho, 2010)
- Arild Andersen, Scottish National Jazz Orchestra Directed by Tommy Smith: Celebration (ECM Records, 2012)